# Смочан
Смо̀чан е село в Северна България. То се намира в община Ловеч, област Ловеч.

## Население
Численост и дял на етническите групи според преброяването на населението през 2011 г.:
|                     | Численост | Дял (в %) |
| Общо                | 273       | 100,00    |
| Българи             | 210       | 76,92     |
| Турци               | 45        | 16,48     |
| Цигани              | 0         | 0,00      |
| Други               | 0         | 0,00      |
| Не се самоопределят | 15        | 5,49      |
| Неотговорили        | 3         | 1,09      |

## Културни и природни забележителности
Селото е разположено на 10 км североизточно от Ловеч по поречието на р. Осъм.
В селото има много млади хора и за разлика от националната демографска картина, тук раждаемостта на деца е задоволителна.
Население – 400 ж.
Отглеждане на зърнени култури и животновъдство. Запазена е черквата „Възвисение Христово“ с ценни икони, която е обявена за паметник на културата.
В землището на селото са открити находки от праисторически предмети и тракийски железен меч от V в. пр.н.е.
В местността „Лозята“ се намират няколкотракийски могили. Западно от селото е проучена надгробна могила от I в., където са открити множество керамични, бронзови, златни и стъклени накити, както и пълен комплект бойно снаръжение. Също така са намерени монети от края на IV в. пр.н.е. и византийски монети от XII в.
В местността Големия камък, източно от селото, са запазени останки от средновековна българска крепост, жилищни сгради и черква. На 1 км северно от селото се намират развалините на Смоченския манастир. Според каменен надпис манастирът е съществувал през 1639 г.
Поради това, че селото е крайни, то представлява чудесна гледка с ограждащите го скали и погледнато от високо е умален модел на Дунавската равнина. Красивите гледки и хълмистия релеф дават възможност за развитие на конен туризъм, а криволичещата до селото река Гостинка и близостта на река Осъм и на река Гостинка-за риболов.Налични са и два рибарника на 500 метра южно от селото.
Селско стопанство:
пшеница, ечемик, царевица, слънчоглед.
В землището на селото има малко лозови насаждения, орехова и сливова градина.
Развито е пчеларството. Съществуват много добри условия за развитие на животновъдството.
В селото има Зем. кооперация, обработваща 1500 дка. земя.
На територията на селото има 3500 дка обработваема земеделска земя.
А ловната дружинка има възможности за ловуване на всякакъв вид дивеч – диви прасета, сърни, фазани, зайци, както и диви патици по поречието на р. Осъм и р. Гостинка. Дружинката разполага с две бази - едната от които е в селото, а другата на 3 километра на черния път за село Тепава.
Телефон на кметство
то: 06915/2222

## Редовни събития
Пенко Тодоров – общественик и поет.
Иван Пенков Тодоров /Северняшки/ – р.1943 г. – поет, член на Съюза на свободните писатели в България.
Полковник Тодор Мишев - зам. окръжен началник на МВР - Ловеч по ДС
Полковник Христо Вълчев Баиров - р. 1927 г. - български офицер, дългогодишен началник на „Криминална полиция“ в Ловешка област. Председател на Офицерския съд на честта. Завършва криминалистика и криминология в Москва. Награждаван с множество ордени и медали. Почетен служител на МВР.Първи председател е на Земеделска кооперация „Солидарност“ в село Смочан.
Георги Калев Шарков - р. 1929 година. Дългогодишен председател на Изпълнителния комитет на Окръжен народен съвет-Ловеч, бил е директор на завод „Велур“-Ловеч и председател на Окръжен кооперативен съюз - Ловеч.
Вълчо Минков Баиров - бивш кмет на селото около 1923 година.
Пенко Денчев - писател. Автор на книгите „Прекъсната песен“ и „Звезди гаснат в планината“.
Полковник Пенчо Цвятков Баиров - бивш преподавател във ВНВУ „Васил Левски“ - гр. Велико Търново.